# Bombardement de Noisy-le-Sec
Le bombardement de Noisy-le-Sec est un important bombardement aérien mené le 18 avril 1944 sur la ville de Noisy-le-Sec (actuellement située dans le département de la Seine-Saint-Denis) à l'est de Paris.

## Le bombardement du 18 avril 1944
La cible était la gare de Noisy-le-Sec et son dépôt de munitions.
Deux cents bombardiers Lancaster et sept Mosquitos lâchent 1 129 tonnes de bombes soit environ 2 000 bombes.
400 bombes à retardement explosent jusque dans l’après midi du 19 avril 1944, faisant de nouvelles victimes.
Les aviateurs anglo-saxons avaient pour habitude de bombarder à très haute altitude pour protéger leurs avions des tirs de la DCA allemande. Les deux tiers des bombes larguées n'atteignirent hélas pas leur cible.

## Bilan humain et matériel
La ville de Noisy-le-Sec, détruite à plus de 75%, fut déclarée « ville morte », par arrêté préfectoral le 5 août 1944.
La zone sinistrée s'étend à toute la ville, comme par exemple la rue Denfert-Rochereau et l'avenue Galliéni, entre autres. 
Est sauvegardé le secteur bordant la route de Rosny, l’avenue Victor-Hugo, la rue de Merlan, la rue de Brément à partir de Merlan et certains pavillons du quartier de la Boissière.
L'église Saint-Étienne perd son clocher, une statue du square Paul-de-Kock à Romainville est foudroyée.
En une vingtaine de minutes, 464 habitants meurent et 370 sont grièvement blessés
Des bombes non explosées sont encore parfois découvertes.